# Samorząd Regionu Be’er Towijja
Samorząd Regionu Be’er Towijja (hebr. מועצה אזורית באר טוביה) – samorząd regionu położony w Dystrykcie Południowym, w Izraelu.
Samorządowi podlegają tereny w północno-zachodniej części pustyni Negew, w okolicy miasta Aszdod.

## Osiedla
Na terenach o powierzchni 140 km² mieszka około 18 800 ludzi. Znajduje się tutaj 1 kibuc, 19 moszawów i 3 wioski.

### Kibuce
- Chacor-Aszdod

### Moszawy
| - Arugot - Awigedor - Azrikam - Be’er Towijja - Bet Ezra - Biccaron - Emunim - Giwati - Chacaw - Kefar Achim | - Kefar Warburg - Newe Miwtach - Nir Banim - Orot - Sede Uzzijjahu - Szetulim - Talme Jechi’el - Timmorim - Jinnon |

### Wioski
| - Achawa - Ezer | - Kannot |